# Gonioscia meroleuca
Gonioscia meroleuca är en fjärilsart som beskrevs av George Francis Hampson 1926. Gonioscia meroleuca ingår i släktet Gonioscia och familjen nattflyn. Inga underarter finns listade i Catalogue of Life.